# Son and Daughter
A Son and Daughter a nyolcadik dal a brit Queen együttes 1973-as bemutatkozó albumáról, a Queenről. A szerzője Brian May gitáros volt.
1972 körül íródott. Eredetileg egy hosszú gitárszólót is tartalmazott, amely a végleges albumverzióból eltűnt, az így három és félpercesre zsugorodott dal elég rövid lett ahhoz, hogy a Keep Yourself Alive kislemez B-oldalára kerülhessen. Az 1973-ban felvett, majd 1989-ben At the Beeb címen kiadott stúdióanyag tartalmazta a szólót, így a dal több mint hét percesre duzzadt.
A gitárszólónak nagy jelentősége volt a korai koncerteken, mert amíg Brian játszott, az együttes többi tagja időt nyert egy kis pihenéshez. Később May hozzácsatolta Blag című szerzeményének gitárszólóját is, ebből született az 1974-es Brighton Rock című dal hosszú és eklektikus egyvelege, amely a későbbi koncerteken tulajdonképpen átvette a Son And Daughter szóló szerepét (1986-ra pedig több mint kilencpercesre nőtt).
Ez a Queen-dal káromkodást is tartalmaz, konkrétan a szar (shit) szó hangzik el benne. Az At the Beeb felvételén Mercury cenzúrázta ezt a kifejezést, és ahelyett, hogy „szart lapátolni”, azt énekelte: „azt lapátolni”.

## Közreműködők
- Ének: Freddie Mercury
- Háttérvokál: Roger Taylor, Brian May

Hangszerek:
- Brian May: Red Special
- John Deacon: Fender Precision Bass
- Roger Taylor: Ludwig dobfelszerelés

## Külső hivatkozások
- Dalszöveg
- Son and Daughter. www.queensongs.info. (angolul) Queensongs.info – Részletes dalszerkezet elemzés